# Taq-e Kasra
Taq-e Kasra er den eneste synlige ruin i den forhistoriske by Ktesifon, som ligger nær Tigris ca. 30 km sydøst for Bagdad i Irak.
I det tidligere palads ses Ktesifonporten, som er resterne af en hvælving i Tag-i Kisra-paladset. Den er bemærkelsesværdig ved sin størrelse og konstruktion – 25,5 meter bred, 37 meter høj og 48 meter dyb og bygget af mursten. Ruinens oprindelige navn er Takhti Khesra der betyder Khesras trone og hentyder til den sassanidiske kong Khosrau I.
Bygningen er efter sigende bygget kort før år 600.
33°05′37″N 44°34′51″Ø / 33.09372°N 44.58072°Ø